# Nu Kua
Nu Kua, Nu Gua ou Nüwa, é a deusa na mitologia chinesa que criou a humanidade. É muito poderosa, metade humana e metade serpente. Ela é associada à chuva, poças de água, lagoas, lagos e outros lugares onde as águas param e são povoadas por criaturas anfíbias e peixes.

## Mito da criação
Há cerca de seis ou sete mil anos, havia um mito universal de que todos os seres eram provenientes do útero de uma Mãe Cósmica ; tal mito da criação universal teve lugar durante uma fase informe do mundo, aonde nada podia ainda ser identificado. 
Inicialmente cultuada na Índia, como Kali, a Mãe Informe, recebeu depois o nome de Tiamat (Babilônia), Nu Kua (China), Temut (Egito), Têmis (Grécia pré-helênica), e Tehom (Síria e Canaã), sendo este último o termo usado mais tarde pelos escritores bíblicos para Abismo. As mais antigas noções de criação se originavam da ideia básica do nascimento, que consistia na única origem possível das coisas e esta condição prévia do caos primordial foi extraída diretamente da teoria arcaica de que o útero cheio de sangue era capaz de criar magicamente a prole. Acreditava-se que a partir do sangue divino do útero e através de um movimento, dança ou ritmo cardíaco, que agitasse este sangue, surgissem os "frutos", a própria maternidade. Essa é uma das razões pelas quais as danças das mulheres primitivas eram repletas em movimentos pélvicos e abdominais. Muitas tradições referiram o princípio do coração materno que detém todo o poder da criação. Este coração materno, "uma energia capaz de coagular o caos espumoso"  organizou, separou e definou os elementos que compõem e produzem o cosmos; a esta energia organizadora os gregos deram o nome de Diakosmos, a Determinação da Deusa. Os egípcios, nos hieróglifos, chamaram este coração de ab e os hebreus foram os primeiros a chamar de pai (ainda que masculinizassem, a ideia fundamental de família e continuidade da vida não era patriarcal). 
O coração e o sangue definem um elo imanente a todos os seres que dele nasceram e uma ideia de coração oculto do universo que pulsa e mantém o ritmo de ciclos das estações, dos nascimentos, mortes, destinos. Este é o significado que está no Livro dos Mortos ou das mutações. No mesmo sentido o livro chinês é denominado Livro das Mutações (I Ching).
O nome chinês dado à Mãe Primordial e informe é Nu Kua, nome referido também entre os egípcios, gregos, mesopotâmicos e hindu. As referências a ela remontam há 2500 a.C. e a imagem permanece venerada nas regiões setentrionais. Kuan Yin ou A Mulher é uma deusa dos casamentos e das mulheres em geral. O corpo original do I Ching chama-se ba gua (oito trigramas), e os sessenta e quatro hexagramas são denominados por kua, derivado linguísitico de Mãe Primordial ou Nu Kua.
É muito parecida com a deusa Ninhursag da mitologia suméria.